# Kate Millett

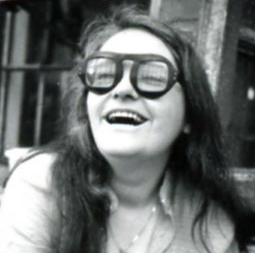
Kate Millett, 1970

Kate Milletts Signatur

Katherine Murray „Kate“ Millett (* 14. September 1934 in St. Paul; † 6. September 2017 in Paris) war eine US-amerikanische Feministin, Schriftstellerin und bildende Künstlerin. Ihr literaturwissenschaftliches Werk Sexual Politics (1970; deutsch: Sexus und Herrschaft, 1971) gehört zu den Klassikern des Feminismus.

## Leben
Kate Millett wuchs mit zwei Schwestern in St. Paul, Minnesota auf. Ihre Eltern waren katholische Irischamerikaner. Ihre Mutter, Helen Millett, arbeitete als Lehrerin und engagierte sich in der Bürgerrechtsbewegung, trat für die Rechte von Homosexuellen ein und ging gegen den Vietnamkrieg auf die Straße. Nachdem ihr Ehemann, der Alkoholiker war, die Familie verlassen hatte, als Kate 14 Jahre alt war, verkaufte sie Versicherungen, um für den Unterhalt ihrer drei Töchter aufzukommen.
Kate Millett studierte Englisch mit dem Abschluss Bachelor an der University of Minnesota, wo sie in die Phi Beta Kappa aufgenommen wurde. Eine wohlhabende Tante ermöglichte ihr das Studium an der University of Oxford. Am St Hilda’s College erhielt sie 1958 ihren Master, als erste Amerikanerin mit der höchsten zu vergebenen Auszeichnung. Anschließend unterrichtete sie Englische Literatur an der University of North Carolina at Greensboro. Millett war seit den späten 1950er Jahren als bildende Künstlerin tätig und gehörte zur Kunstszene in Downtown Manhattan. 1961 ging sie nach Tokio. An der Waseda-Universität lehrte sie Englisch und studierte Bildhauerei. Dort lernte sie den japanischen Bildhauer Fumio Yoshimura kennen. 1963 kehrte sie mit Yoshimura nach New York zurück und lebte mit ihm in ihrem Loft in der Bowery. Sie heirateten 1965. In dieser Zeit entwarf sie eine Reihe anthropomorpher Möbelstücke aus Holz und gefundenen Gegenständen, die als Rauminstallation unter dem Titel Furniture Suite in einer Galerie ausgestellt wurde.
Am Barnard College übernahm sie einen Lehrauftrag für Englisch und Philosophie. 1968 wurde sie entlassen, weil sie gegen den Vietnamkrieg protestierende Studenten unterstützt hatte. Da sie nun kein Einkommen mehr hatte, und Yoshimura in einem Sweatshop wenig verdiente, entschloss sie sich ihre Ideen für eine Dissertation zu realisieren. An der Columbia University promovierte sie mit magna cum laude in Englischer und Vergleichender Literatur. Ihre Dissertation erschien unter dem Titel Sexual Politics 1970 als Buch und wurde ein Bestseller. Sie veröffentlichte zahlreiche ergänzende Artikel und Essays sowie zehn weitere Bücher. Millett lehrte am Bryn Mawr College, an der California State University, Sacramento und der University of California, Berkeley. In den 1970er Jahren hatte sie auch ihr Coming-out. Von Yoshimura ließ sie sich 1985 scheiden.
Ende der 1990er Jahre geriet Millett zunehmend in Vergessenheit. Sie lebte von den Erträgen der 1978 gegründeten Art Colony for Women, einer sich selbst versorgenden Künstlerinnengemeinschaft auf ihrer Farm nahe Poughkeepsie im Bundesstaat New York, die sie 1971 gekauft hatte. Eine ihrer akademischen Qualifikation entsprechende Stelle konnte sie nicht mehr finden. In der britischen Tageszeitung The Guardian beschrieb sie 1998 ihre Frustration und Angst vor Altersarmut. In der Folgezeit wurde Sexual Politics neu aufgelegt, Millett erhielt Lehraufträge und Ausstellungen. Eine Retrospektive unter dem Titel Kate Millett, Sculptor: The First 38 Years mit Installationen, Skulpturen, Zeichnungen und Fotografien fand 1997 im Center for Contemporary Art in Northampton statt. 2012 wurde ihre Farm als non-profit Organisation anerkannt und in Millett Center for the Arts umbenannt, wo Millett Künstlerinnen aus aller Welt förderte.
Kate Millett starb im Alter von 82 Jahren an einem Herzinfarkt in Paris, wo sie mit ihrer langjährigen Lebensgefährtin, der kanadischen Fotojournalistin Sophie Keir, lebte. Sie hatten kurz zuvor geheiratet.

## Werk
Millett war eine einflussreiche feministische Theoretikerin und gleichermaßen als Schriftstellerin überwiegend autobiografischer und dokumentarischer Prosa sowie als Künstlerin tätig. Sie schuf Skulpturen und Installationen, in denen sie sich mit kulturellen Bedeutungsmustern von Geschlecht auseinandersetzte. Zwischen 1963 und 2009 hatte sie zahlreiche Solo-Ausstellungen in Japan und den USA. Als politische Aktivistin kämpfte sie für die Rechte von Frauen, Homosexuellen und alten Menschen. Sie setzte sich nachdrücklich für Folter- und Psychiatrieopfer und gegen die Diskriminierung von Prostituierten ein. Ihr Buch The politics of cruelty (Entmenschlicht) ist ein empathisches Plädoyer gegen die Folter. 2001 war sie UN-Delegierte für Menschen mit psychiatrischen Behinderungen.
Ihr öffentliches Wirken als Frauenrechtlerin begann, als sie 1966 zur ersten Vorsitzenden des Bildungsausschusses der neu gegründeten feministischen National Organization for Women ernannt wurde. 1968 veröffentlichte sie eine Studie über amerikanische Frauen-Colleges mit dem Titel Token Learning, in der sie dokumentierte, dass Frauen zu traditionsbewusster „Vornehmheit“ (gentility) und „Service“ anstatt zu Leistung und Führung ausgebildet wurden. Die Studie war eine wütende Anklage und hatte zur Folge, dass als erste die Rutgers-Universität begann die Exzellenz von Frauen zu fördern.

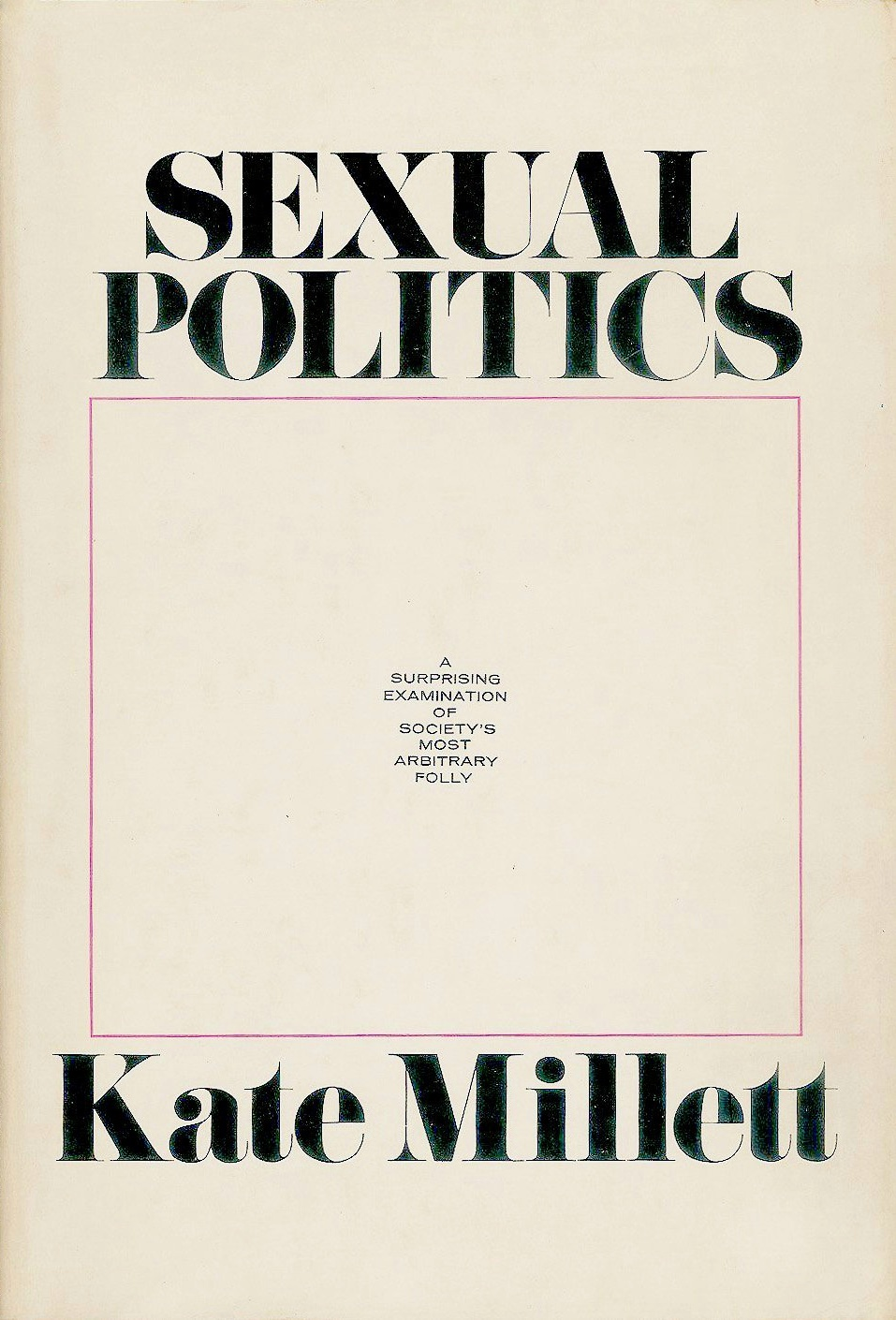
Buchcover von Sexual Politics, 1970

In ihrem literaturwissenschaftlichen Werk Sexual Politics untersuchte Millet, wie sich das Patriarchat in westlichen Gesellschaften entwickelt hat und von Gesetzen, Medizin und Wissenschaft verteidigt wird. Sie argumentierte, dass „Sexualität ein häufig vernachlässigter politischen Aspekt“ und die Beziehung zwischen den Geschlechtern immer politisch zu verstehen sei. Sie analysierte die Beschreibungen der weiblichen Sexualität von Autoren wie D.H. Lawrence, Henry Miller, Norman Mailer als misogyn und beschäftigte sich unter anderen mit Sigmund Freuds Theorien über das Wesen der Frau. Ihre literaturkritischen Betrachtungen verband sie mit soziologischen und anthropologischen. Millett stellte die Struktur des Politischen grundsätzlich in Frage und setzte dem eine Politik der ersten Person entgegen, die prägend werden sollte für die autonome Frauenbewegung der siebziger Jahre. Sexual Politics ist beeinflusst von Simone de Beauvoirs Werk Das andere Geschlecht (1949) und im Stil leidenschaftlicher Polemik verfasst. Kurz nach der Veröffentlichung erschien das Time-Magazine mit einem Porträt von Millett auf dem Cover, gemalt von Alice Neel, und einer Besprechung, in der Millett „Mao Tse-Tung der Frauenbefreiung“ genannt wurde. Das Buch gilt neben Shulamith Firestones The Dialectic of Sex (1970) als einer der einflussreichsten theoretischen Texte der Frauenbewegung und noch heute als Grundlagenwerk für die Auseinandersetzung mit dem Zusammenhang von Gender und Kultur. Gloria Steinem bezeichnete das Buch als ihren Weckruf. 2016 wurde es in den USA in einer neuen Ausgabe herausgegeben.
Ihr zweibändiges erzählendes Werk Flying (1974) ist autobiographisch und handelt unter anderem von ihrer Ehe mit Fumio Yoshimura und von den Qualen, die sie litt, nachdem sie offenbart hatte, dass sie lesbisch ist. Sie schrieb drei weitere autobiografische Romane, darunter Sita (1977) über die Liebesbeziehung mit einer Frau, die tragisch scheiterte.
1966 erfuhr sie von der Gefangenschaft, Folter und rituellen Ermordung der 16-jährigen Sylvia Likens und anderer Kinder durch die Hand deren Pflegemutter. Während sie Sexual Politics schrieb, arbeitete sie zugleich an Skulpturen und Installationen, mit denen sie begann das Zuhause als potenziellen Ort der Gewalt zu sehen. In ihrem 1979 veröffentlichten Buch The basement. Meditations on a human sacrifice geht sie der Geschichte von Opfer und Täterin mit einer Mischung aus journalistischer Dokumentation und literarischer Fiktion „bis in die tiefsten Abgründe“ des Falls nach.
Nach dem Aufstieg von Ayatollah Ruhollah Khomeini reiste Millett 1979 mit Sophie Keir auf Einladung von iranischen Feministinnen in den Iran, um zum Internationalen Frauentag Vorträge über Frauenrechte zu halten und die politische Situation zu dokumentieren. Einen Tag nachdem die religiösen Führer den Hidschāb vorgeschrieben hatten, nahm Millett an einer großen Demonstration vor der Universität Teheran teil, dem Beginn der iranischen Frauenbefreiungsbewegung. Französische und iranische Feministinnen drehten einen Film, für den sie Millett interviewten. Die Ereignisse und die politische Unterdrückung im Iran beschrieb sie in dem Buch Going to Iran (auf Deutsch Im Iran), illustriert mit Fotos von Sophie Keir. Es ist der Tag-für-Tag-Bericht einer Augenzeugin. In dem 2019 veröffentlichten Buch Whisper Tapes. Kate Millett in Iran folgt die feministische iranische Kulturwissenschaftlerin Negar Mottahedeh den Spuren von Milletts Reise und interpretiert deren Tonbandaufnahmen im Zusammenhang mit den Frauenprotesten seit der so genannten islamischen Revolution.
Millett wurde ab 1973 zweimal in den Vereinigten Staaten und im Jahr 1980 einmal in Irland gegen ihren Willen in eine psychiatrische Klinik eingewiesen; in Irland wurde sie zur Einnahme von Psychopharmaka gezwungen. Den „Kampf, ihre Autonomie gegen die Autorität der Psychiatrie und, im weiteren Sinne, gegen die autoritäre Gesellschaft im Allgemeinen zu behaupten“, schilderte sie in dem Buch The Loony Bin Trip (deutsch: Der Klapsmühlentrip). Marilyn Yalom bezeichnete es in der Washington Post als „mächtigen anti-institutionellen Schrei“, wie ihn in der Literatur über den Wahnsinn seit Ken Keseys Roman Einer flog über das Kuckucksnest niemand mehr ausgesandt habe.
Ihr Buch Mother Millett erzählt von den letzten Lebensjahren von Helen Millett. Als Kate Millett erfuhr, dass ihre Mutter sterbenskrank war, kehrte sie nach Minnesota zurück, holte sie aus dem Pflegeheim und begleitete sie bis zu deren Tod.

## Auszeichnungen und Ehrungen
- 2001: Best Books Award des Library Journal für Mother Millett
- 2012: Pioneer Award at the 24th Lambda Literary Award[27]
- 2012: Visual arts grant der Foundation for Contemporary Arts (New York)[28]
- 2012: Yoko Ono Lennon Courage Award for the Arts
- 2013: National Women’s Hall of Fame[29]
- 2014: Ehrendoktorwürde der University of Minnesota[30]

## Schriften (Auszug)
- Sexual politics. Doubleday, Garden City, N.Y. 1970, ISBN 0-86068-029-0; deutsch: Sexus und Herrschaft: Die Tyrannei des Mannes in unserer Gesellschaft. Aus dem Amerikanischen von Ernestine Schlant. Erste Auflage bei Desch, München 1971, ISBN 3-420-04613-8.
- Flying. Knopf, New York 1974; deutsch: Fliegen. 2 Bände. Aus dem Amerikanischen von Erica Fischer. Kiepenheuer und Witsch, Köln 1982, ISBN 3-462-01500-1.
- (Hrsg.): The Prostitution papers: a candid dialogue. Paladin, St. Albans 1975, ISBN 0-586-08203-4.
- Sita. Farrar, Straus and Giroux, New York City 1977, ISBN 0-374-26546-1; deutsch: Sita. Geschichte einer Frauenbeziehung. Aus dem Amerikanischen von Erica Fischer. dtv, München 1989, ISBN 3-423-11086-4.
- The basement: meditations on a human sacrifice. Simon and Schuster, New York 1979, ISBN 0-671-24763-8. deutsch: Im Basement. Meditationen über ein Menschenopfer. Aus dem Amerikanischen von Erica Fischer. Kiepenheuer und Witsch, Köln 1980, ISBN 3-462-01401-3.
- Elegy for Sita. Targ Editions, New York 1979.
- Going to Iran. Mit Photographien von Sophie Keir. Coward, McCann & Geoghegan, New York 1982, ISBN 0-698-11095-1; deutsch: Im Iran. Aus dem Amerikanischen von Uta Goridis. Rowohlt, Reinbek bei Hamburg 1982, ISBN 3-499-15062-X.
- The loony-bin trip. Simon & Schuster, New York 1990, ISBN 0-671-67930-9. deutsch: Der Klapsmühlentrip. Aus dem Amerikanischen von Erica Fischer. Kiepenheuer und Witsch, Köln 1993, ISBN 3-462-02244-X.
- The politics of cruelty: an essay on the literature of political imprisonment. Norton, New York 1994, ISBN 0-393-03575-1; deutsch: Entmenschlicht: Versuch über die Folter. Aus dem Amerikanischen von Ilse Utz. Junius, Hamburg 1993, ISBN 3-88506-225-9.
- A.D., a memoir. W.W. Norton, New York 1995, ISBN 0-393-03524-7.
- Mother Millett. Verso, New York / London 2001, ISBN 1-85984-399-9.

## Filme
- Three Lives (1971), Dokumentar-Feature[14]

## Weiterführende Literatur
- Laurel Fredrickson: Trap: Kate Millett, Japan, Fluxus and Feminism. Essay. In: Women & Performance: a journal of feminist theory. Volume 19, Issue 3, 2009. doi:10.1080/07407700903399516
- Sheila Jeffreys: Kate Millett's Sexual Politics: 40 years on. In: Women's Studies International Forum. Volume 34, Issue 1, Januar–Februar 2011, S. 76–84, bei science direct
- Negar Mottahedeh: Whisper Tapes. Kate Millett in Iran. Stanford University Press, 2019, ISBN 978-1-5036-0986-0.